# Saint-Sylvestre (Haute-Vienne)
Saint-Sylvestre (okzitanisch: Sint Sauvéstre) ist eine französische Gemeinde mit 922 Einwohnern (Stand: 1. Januar 2022) im Département Haute-Vienne in der Region Nouvelle-Aquitaine; sie gehört zum Arrondissement Limoges und zum Kanton Ambazac. Die Einwohner werden Bonnacois(es) genannt.

## Geographie
Saint-Sylvestre liegt am Rande des Bergmassivs Monts d’Ambazac. Umgeben wird Saint-Sylvestre von den Nachbargemeinden Razès im Nordwesten, Saint-Léger-la-Montagne im Nordosten, Ambazac im Osten und im Süden, Bonnac-la-Côte im Südwesten und Compreignac im Westen.
Durch die Gemeinde führt die Autoroute A20.

## Bevölkerungsentwicklung
| Jahr                      | 1962 | 1968 | 1975 | 1982 | 1990 | 1999 | 2006 | 2013 |
| Einwohner                 | 746  | 696  | 648  | 660  | 668  | 715  | 776  | 914  |
| Quelle: Cassini und INSEE |      |      |      |      |      |      |      |      |

## Sehenswürdigkeiten
- Grammontenserabtei, Mutterkloster der Grammontenser in Grandmont, nur noch Ausgrabungen vorhanden

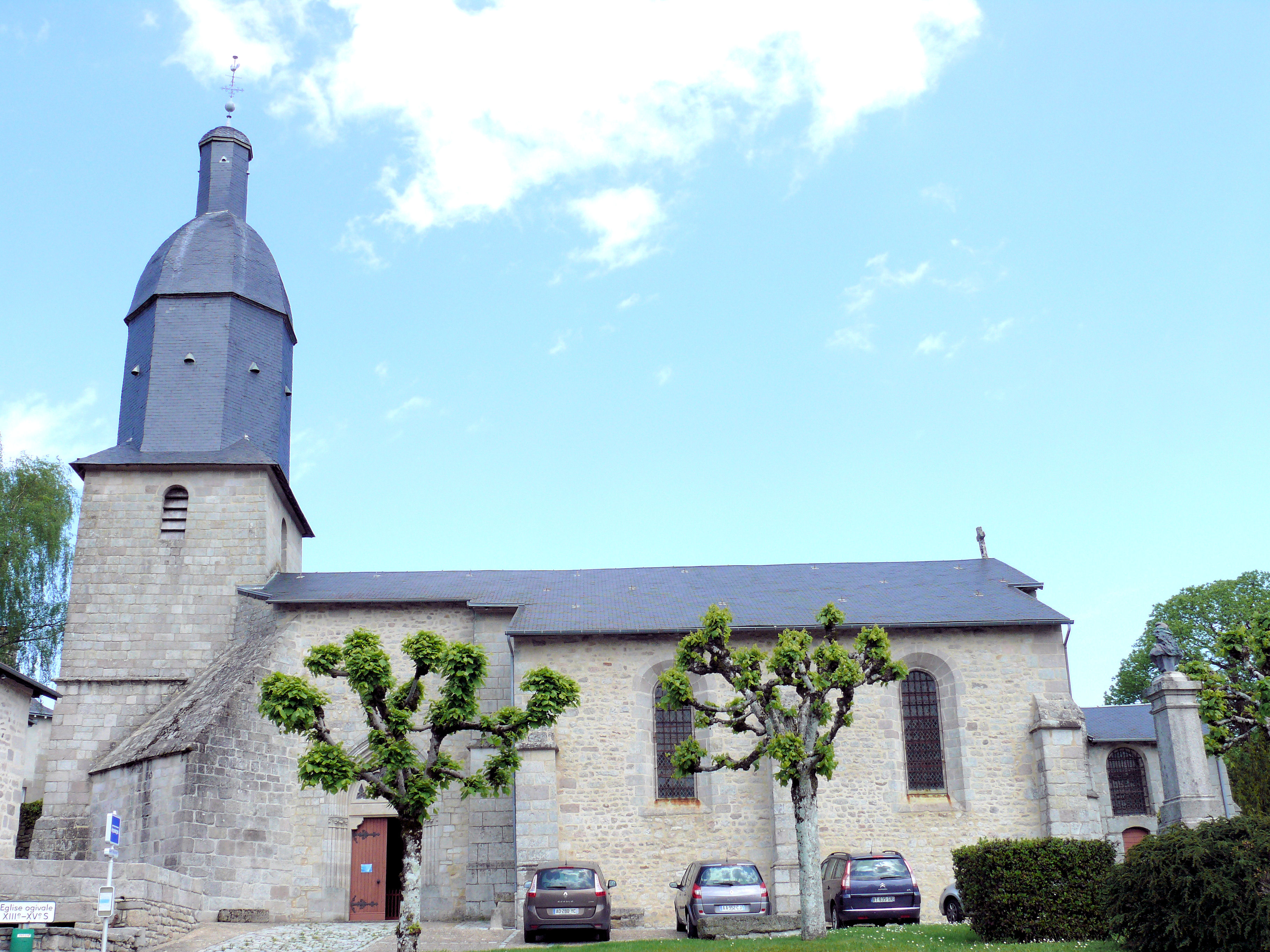
Kirche Saint-Sylvestre

- Kirche von Saint-Sylvestre